# Morgan Farley
Pour les articles homonymes, voir Farley.
(Francis) Morgan Farley, né le 3 octobre 1898 à Mamaroneck (État de New York) et mort le 11 octobre 1988 à Los Angeles (quartier de San Pedro, Californie), est un acteur américain.

## Biographie
Au théâtre, Morgan Farley joue notamment à Broadway (New York) entre 1918 et 1941 dans vingt-trois pièces, dont Le Grand Duc de Sacha Guitry (1921-1922, avec Lionel Atwill dans le rôle-titre), La Dame aux camélias d'Alexandre Dumas fils (1931, avec Eva Le Gallienne dans le rôle-titre), Hamlet de William Shakespeare (1936, avec John Gielgud et Judith Anderson), ou encore La Mort de Danton de Georg Büchner (1938, avec Martin Gabel et Orson Welles).
Au cinéma, il contribue à cinquante-quatre films américains, les quatre premiers sortis en 1929, dont L'Affaire Greene de Frank Tuttle (avec William Powell et Florence Eldridge). Suivent entre autres Beloved de Victor Schertzinger (1934, avec John Boles et Gloria Stuart), Macbeth d'Orson Welles (1948, avec le réalisateur et Jeanette Nolan), Le train sifflera trois fois de Fred Zinnemann (1952, avec Gary Cooper et Grace Kelly) et Le Dernier Nabab d'Elia Kazan (1976, avec Robert De Niro et Tony Curtis).
Ses deux derniers films sont Le ciel peut attendre de Warren Beatty et Buck Henry (1978, avec Warren Beatty et Julie Christie) et Dreamer (en) de Noel Nosseck (1979, avec Susan Blakely et Tim Matheson).
À la télévision américaine enfin, Morgan Farley apparaît dans vingt-et-une séries de 1950 à 1977, dont Les Mystères de l'Ouest (trois épisodes, 1966-1968), Star Trek (deux épisodes, 1967-1968) et Mission impossible (un épisode, 1971).
S'ajoutent six téléfilms, le premier diffusé en 1977, le dernier en 1981 (ultime rôle à l'écran).

## Théâtre à Broadway (intégrale)

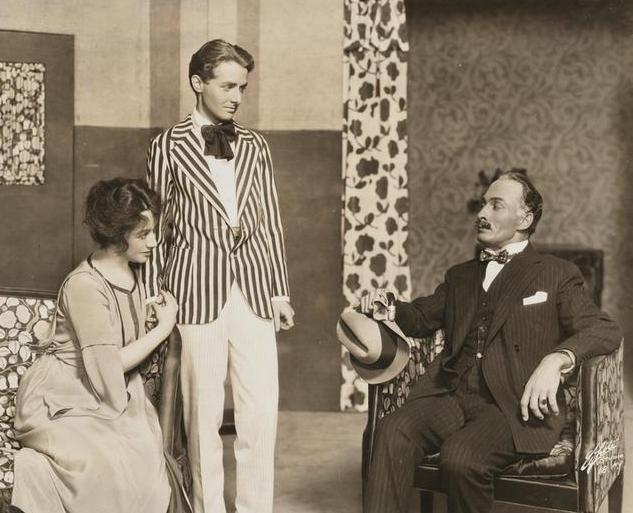
De g. à d. : Lina Abarbanell, Morgan Farley et Lionel Atwill, dans Le Grand Duc (Broadway, 1921)

- 1918 : Seventeen, adaptation par Hugh Stanislaus Stange et Stannars Mears du roman éponyme de Booth Tarkington, mise en scène de Stuart Walker
- 1919 : A Night in Avignon de Cale Young Rice
- 1919 : A Young Man's Fancy de John T. McIntyre : le jeune homme à la rose
- 1920 : The Charm School d'Alice Duer Miller et Robert Milton : Tim Simpkins
- 1920-1921 : Deburau de Sacha Guitry, adaptation d'Harley Granville Barker, mise en scène et production de David Belasco : Charles Deburau
- 1921-1922 : Le Grand Duc (The Grand Duke) de Sacha Guitry, mise en scène et production de David Belasco : Michel Alexis
- 1923 : Mary the 3D de Rachel Crothers : Bobby
- 1923 : Home Fires d'Owen Davis, mise en scène de Hugh Ford : Tommy
- 1923-1924 : The Wild Westcotts d'Anne Morrison : Anthony Westcott
- 1924 : Fata Morgana d'Ernest Vajda, adaptation de James L. A. Burrell : George
- 1924 : Paolo and Francesca de Stepler Phillips : Paolo
- 1925 : Tangletoes de Gertrude Purcell : Arthur Griswold
- 1925 : Candida de George Bernard Shaw : Eugene Marchbanks
- 1926 : The Unchastened Woman de Louis K. Anspacher : Lawrence Sanbury
- 1926 : Pâques (Easter One Day More) d'August Strindberg : Benjamin
- 1926-1927 : Une tragédie américaine, adaptation par Patrick Kearney du roman éponyme de Theodore Dreiser : Clyde Griffiths[1]
- 1931 : La Dame aux camélias (Camille) d'Alexandre Dumas fils, adaptation d'Henriette Metcaff, mise en scène de Constance Collier : Armand Duval
- 1931 : The Passing Present de Gretchen Damrosch : Lansing French
- 1935 : Crime et Châtiment (Crime and Punishment), adaptation par Victor Wolfson, Georg Schdanoff et Sonia Gordon Brown du roman éponyme de Fiodor Dostoïevski, costumes d'Irene Sharaff : Rodion Raskolnikov
- 1936 : Hamlet de William Shakespeare : Osric
- 1937 : Candida de George Bernard Shaw : le révérend Alexander Mill
- 1938 : La Mort de Danton (Danton's Death) de Georg Büchner, adaptation de Geoffrey Dunlop, musique de scène de Marc Blitzstein, mise en scène d'Orson Welles : Marie-Jean Hérault de Séchelles
- 1938-1939 : Outward Bound de Sutton Vane, mise en scène d'Otto Preminger : Scrubby
- 1941 : The Distant City d'Edwin B. Self : le chapelain

## Filmographie partielle

### Cinéma

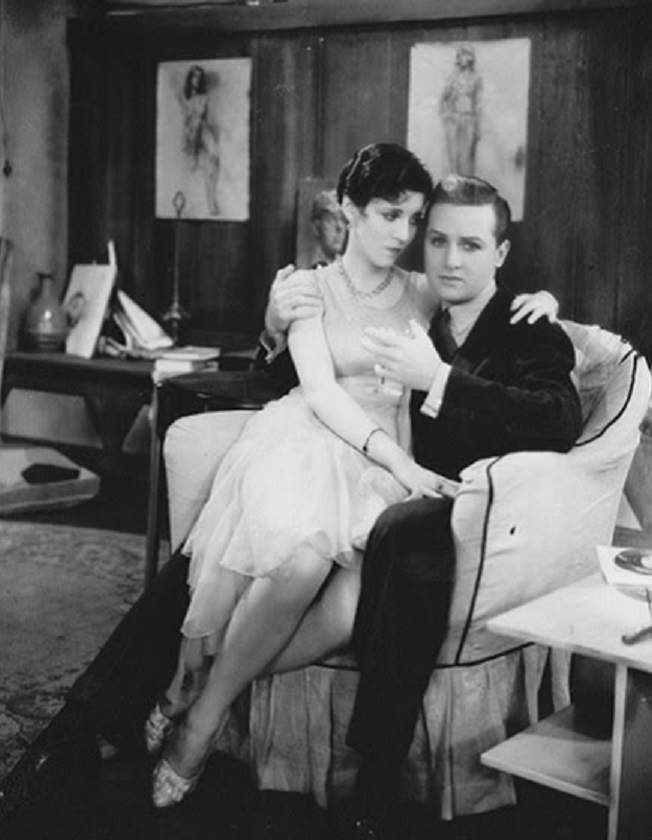
Avec Olive Borden, dans Half Marriage (1929)

- 1929 : L'Affaire Greene (The Greene Murder Case) de Frank Tuttle : Rex Greene
- 1929 : Force (The Mighty) de John Cromwell
- 1929 : Le Docteur Amour (The Love Doctor) de Melville W. Brown
- 1929 : Half Marriage de William J. Cowen : Dickie Carroll
- 1930 : Men Are Like That de Frank Tuttle
- 1930 : Only the Brave de Frank Tuttle : Lieutenant Tom Wendell
- 1930 : A Man from Wyoming de Rowland V. Lee : Lieutenant Lee
- 1930 : The Devil's Holiday d'Edmund Goulding : Monkey McConnell
- 1934 : Beloved de Victor Schertzinger : Eric Hausmann
- 1948 : Le Balafré (Hollow Triumph) de Steve Sekely : Howard Anderson
- 1947 : Le Mur invisible (Gentleman's Agreement) d'Elia Kazan : un réceptionniste
- 1948 : La Ville empoisonnée (The Walls of Jericho) de John M. Stahl : un propriétaire
- 1948 : Macbeth d'Orson Welles : le docteur
- 1949 : Quand viendra l'aurore (Top o' the Morning)
- 1949 : La Vengeance des Borgia (Bride of Vengeance) de Mitchell Leisen : un trésorier
- 1949 : L'Homme au chewing-gum (Manhandled) de Lewis R. Foster : « Doc »
- 1949 : Deux Nigauds chez les tueurs (Abbott and Costello Meet the Killer, Boris Karloff) de Charles Barton : Gregory Milford
- 1949 : Boulevard des passions (Flamingo Road) de Michael Curtiz : Link Niles
- 1949 : La Dynastie des Forsyte (That Forsyte Woman) de Compton Bennett : un libraire
- 1950 : Captif de l'amour (The Man Who Cheated Himself) de Felix E. Feist : Rushton
- 1950 : Barricade de Peter Godfrey : le juge
- 1951 : Double Crossbones de Charles Barton : Caleb Nicholas
- 1951 : La Flamme du passé (Goodbye, My Fancy) de Vincent Sherman : Dr Pitt
- 1951 : Les Amants du crime (Tomorrow Is Another Day) de Felix E. Feist : un docteur
- 1951 : Le Château de la terreur (The Strange Door) de Joseph Pevney : Renville
- 1952 : Le train sifflera trois fois (High Noon) de Fred Zinnemann : Dr Mahin, le pasteur
- 1952 : Un si doux visage (Angel Face) d'Otto Preminger : un juré
- 1952 : Au pays de la peur (The Wild North) d'Andrew Marton : le père Simon
- 1953 : Jules César (Julius Caesar) de Joseph L. Mankiewicz : Artemidorus
- 1954 : L'Appel de l'or (Jivaro) d'Edward Ludwig : Vinny
- 1969 : Hello, Dolly! de Gene Kelly : un ouvrier / un spectateur
- 1971 : Un singulier directeur (The Barefoot Executive) de Robert Butler : le directeur de la publicité
- 1971 : L'Apprentie sorcière (Bedknobs and Broomsticks) de Robert Stevenson : un vieux pianiste
- 1973 : Soleil vert (Soylent Green) de Richard Fleischer : le premier lecteur
- 1976 : Le Dernier Nabab (The Last Tycoon) d'Elia Kazan : Marcus
- 1976 : Nickelodeon de Peter Bogdanovich : un fan de films
- 1978 : Le ciel peut attendre (Heaven Can Wait) de Warren Beatty et Buck Henry : Middleton

### Télévision

#### Séries
- 1966-1967 : La Grande Vallée (The Big Valley)
  - Saison 2, épisode 3 Le Légendaire Général Ruiz, 2e partie (Legend of a General, Part II, 1966 - Morelos) de Virgil W. Vogel et épisode 29 Jour de grâce (Days of Grace, 1967 - Paco) de Virgil W. Vogel
- 1966-1968 : Les Mystères de l'Ouest (The Wild Wild West)
  - Saison 2, épisode 2 La Nuit du cobra d'or (The Night of the Golden Cobra, 1966) d'Irving J. Moore : Mudjaz
  - Saison 3, épisode 9 La Nuit du cirque de la mort (The Night of the Circus of Death, 1967) d'Irving J. Moore : Harry Holmes
  - Saison 4, épisode 8 La Nuit du sarcophage (The Night of the Egyptian Queen, 1968) de Marvin J. Chomsky : le curateur
- 1967 : Mannix
  - Saison 1, épisode 4 La Justicière (The Many Deaths of Saint Christopher) : Neiman
- 1967-1968 : Star Trek
  - Saison 1, épisode 21 Le Retour des Archons (The Return of the Archons, 1967) de Joseph Pevney : Hacom
  - Saison 2, épisode 23 Nous, le peuple (The Omega Glory, 1968) de Vincent McEveety : le savant Yang
- 1971 : Mission impossible (Mission: Impossible), première série
  - Saison 5, épisode 15 Tromperie (Cat's Paw) de Virgil W. Vogel : Wyatt
- 1972 : Sur la piste du crime (The F.B.I.)
  - Saison 8, épisode 5 The Gopher de Virgil W. Vogel
- 1973 : Barnaby Jones
  - Saison 1, épisode 9 See Some Evil... Do Some Evil de Lawrence Dobkin
- 1975 : Cannon
  - Saison 5, épisodes 14 et 15 La Star, 1re et 2e parties (The Star, Parts I & II) : le prêtre
- 1976 : Switch
  - Saison 1, épisode 16 Ain't Nobody Here Named Barney de John Newland : Dr Schneider
- 1977 : Police Story
  - Saison 4, épisode 21 The Six Foot Stretch de Michael O'Herlihy : M. Farrell

#### Téléfilms
- 1977 : Eleanor and Franklin: The White House Years de Daniel Petrie : Bill Plog
- 1977 : A Killing Affair de Richard C. Sarafian : M. Macy
- 1979 : Beane's of Boston de Jerry Paris : M. Granger
- 1979 : Valentine de Lee Philips : Mason
- 1979 : Orphan Train de William A. Graham : M. McGarrity